# Golvhockey
Golvhockey eller floorhockey (engelska: floor hockey) är en så kallad "familj" av inomhusspel som räknas till hockeysporterna och påminner om ishockey men utövas på golvyta, som till exempel en basketplan. Båda lagen försöker skjuta bollen eller pucken i mål med klubbor, som ofta är krökta längst ner.
Spelen skiljer sig från streethockey i att spelet är mer strukturerat, och från rollerhockey i att spelarna bär inomhusskor.

## Historik
Floorhockey uppstod ur ishockey, som skapades av brittiska soldater stationerade i Kanada vid 1800-talets mitt.
En version av ringette introducerades till vintervarianten av Special Olympics 1970, och blev enda lagsport vid spelen.
Canadian Ball Hockey Association (CBHA) grundades 1991 för att organisera seriespel. CBHA driver ligor för herrar, damer och juniorer, samt organiserar nationella mästerskap.
2003 släppte National Intermural-Recreational Sports Association Hockey Committee ett regelverk för floorhockey på collegenivå i USA.

## Utrustning
Floorhockeyutrustning varierar mellan varianterna. Vissa använder en inomhuspuck, och andra en lättare plastboll, andra en något tyngre. Vissa kräver samma standardklubbor som de som används i  ishockey, landhockey eller bandy, och andra är av lätt plast. Även skyddsutrustningen varierar.

## Varianter
En variant, framför allt populär i Europa, är innebandy. Där används lätta plastbollar och plastklubbor som liknar dem som används i bandy. 
En annan variant, COSOM floorhockey, använder plastklubbor och puckar, medan man i ringette använder puckar och klubbor utan blad.
På grund av begränsad skyddsutrustning är kroppskontakten ofta strängt begränsad, kontakt axel mot axel är dock tillåten.

### Fotnoter
1. 1 2  “NIRSA Floor Hockey Basics,” Last modified 2010, The National Intramural-Recreational Sports Association, http://www.nirsa.org/Content/NavigationMenu/Sports/IntramuralRules/im_floorhockey.htm
2. ↑  “Floor Hockey Rules,” http://sportsvite.com/sports/FloorHockey/rules Arkiverad 21 juli 2011 hämtat från the Wayback Machine.
3. ↑  Encyclopedia Britannica, Academic Edition, s.v. “Ice Hockey”
4. ↑  “Floor Hockey History,” Last modified 2006, Special Olympics – Pennsylvania, ”Arkiverade kopian”. Arkiverad från originalet den 22 mars 2012. https://web.archive.org/web/20120322110631/http://www.specialolympicspa.org/sportslive/FloorHockey.php. Läst 28 oktober 2010.
5. ↑  “Canadian Ball Hockey Association History,” The Canadian Ball Hockey Association, http://cbha.com/index.php?option=com_content&task=view&id=1&Itemid=2 Arkiverad 19 september 2011 hämtat från the Wayback Machine.
6. ↑  “CBHA Who We Are”, The Canadian Ball Hockey Association, http://cbha.com/index.php?option=com_content&task=view&id=6&Itemid=7 Arkiverad 19 september 2011 hämtat från the Wayback Machine.